# シアトル・シーホークス先発QBの一覧
シアトル・シーホークス先発QBの一覧（シアトル・シーホークスせんぱつQBのいちらん）はNFLのシアトル・シーホークスで先発出場した全QBの一覧。

## シアトル・シーホークスのエースQB
シーホークスのヘッドコーチがエースQBと判断した選手。エースQBが負傷その他の理由で先発しなかったため代わりに出場した選手は含まない。
- ジム・ゾーン - 1976年から1982年
- デイブ・クレイグ - 1983年から1991年
- スタン・ゲルボウ - 1992年
- リック・マイアー - 1993年から1996年
- ウォーレン・ムーン - 1997年から1998年
- ジョン・キトナ - 1999年から2000年
- マット・ハッセルベック - 2001年から2010年
- タバリス・ジャクソン - 2011年
- ラッセル・ウィルソン - 2012年から2021年

## 全先発QBの一覧
| クォーターバック             | 先発出場年            | エースQBであったシーズン | 勝敗    |
| ---------------------------- | --------------------- | ------------------------ | ------- |
| ジム・ゾーン                 | 1976年-1984年         | 1976年-1982年            | 40-60   |
| スティーブ・マイアー         | 1977年                | なし                     | 1-3     |
| デイブ・クレイグ             | 1981年-1991年         | 1983年-1991年            | 70-49   |
| ゲイル・ギルバート           | 1986年                | なし                     | 0-2     |
| ブルース・マチソン           | 1987年                | なし                     | 1-1     |
| ジェフ・ケンプ               | 1987年-1991年         | なし                     | 3-4     |
| ケリー・ストーファー         | 1988年-1992年         | なし                     | 5-11    |
| ダン・マグワイア             | 1991年-1994年         | なし                     | 2-3     |
| スタン・ゲルボウ             | 1992年-1996年         | 1992年                   | 1-8     |
| リック・マイアー             | 1993年-1996年         | 1993年-1996年            | 20-31   |
| ジョン・フリーツ             | 1995年-1998年         | なし                     | 6-5     |
| ウォーレン・ムーン           | 1997年-1998年         | 1997年-1998年            | 11-13   |
| ジョン・キトナ               | 1997年-2000年         | 1999年-2000年            | 18-15   |
| グレン・フォーリー           | 1999年                | なし                     | 1-0     |
| ブロック・ハード             | 2000年                | なし                     | 0-4     |
| マット・ハッセルベック       | 2001年-2010年         | 2001年から2010年         | 69-62   |
| トレント・ディルファー       | 2001年-2002年, 2004年 | なし                     | 8-4     |
| セネカ・ウォレス             | 2005年-2008年         | なし                     | 5-7     |
| チャーリー・フライ           | 2008年                | なし                     | 0-1     |
| チャーリー・ホワイトハースト | 2010年-2011年         | なし                     |         |
| タバリス・ジャクソン         | 2011年                | 2011年                   |         |
| ラッセル・ウィルソン         | 2012年-現在           | 2012年-現在              | 75-36-1 |